# شركة الصفاة للاستثمار
شركة الصفاة للاستثمار هي شركة مساهمة كويتية مقفلة تأسست عام 1983 وأدرجت في سوق الكويت للأوراق المالية عام 2005 يقع مقرها الرئيسي في برج الصفاة في منطقة حولي، تمتلك الشركة عدة شركات تابعة لها بقصد تنويع انشطتها ومصادر دخلها مثل شركة الصفاة العقارية التي تمتلك برج مركز الصفاة وعدة أراضي عقارية وبنايات استثمارية داخل الكويت، كما تضم شركة الصفاة للاستثمار شركات الصفاة القابضة والصـفاة للسياحة والسفر وشركة الصفاة المتحدة الغذائية.
ويضم مجلس إدارة الشركة: عبد الله حمد التركيت (رئيس مجلس إدارة) وفهد عبد الرحمن المخيزيم (نائب رئيس مجلس الإدارة والرئيس التنفيذي)، وناصر بدر الشرهان ومشعل أحمد الجاركي وعبد الرزاق زيد الضبيان ود. أنور علي النقي كأعضاء مجلس إدارة.

## وصلات خارجية
- الموقع الرسمي